# Kabel eins
Kabel eins (anciennement Kabel 1), est une chaîne de télévision généraliste privée allemande appartenant au groupe ProSiebenSat.1 Media.

## Historique
Der Kabelkanal (ancêtre de Kabel eins) fut créée le 29 février 1992 et était alors diffusée sur le câble.
Le 24 décembre 1994, elle prend le nom de Kabel 1, réorthographié en Kabel eins le 28 mars 2005.

## Programmes
La chaîne diffuse des longs métrages, des séries télévisées ainsi que des divertissements, des magazines journalistiques et des documentaires.

## Identité visuelle

### Logos

Logo de Der Kabelkanal de 1992 à 1994.
Logo de Kabel 1 de 1997 à 1999.
Logo de Kabel eins de 2005 à 2008.
Logo de Kabel eins de 2008 à 2011.
Logo de Kabel eins de 2011 à 2015.
Logo de Kabel eins depuis septembre 2015.